# Gravação promocional

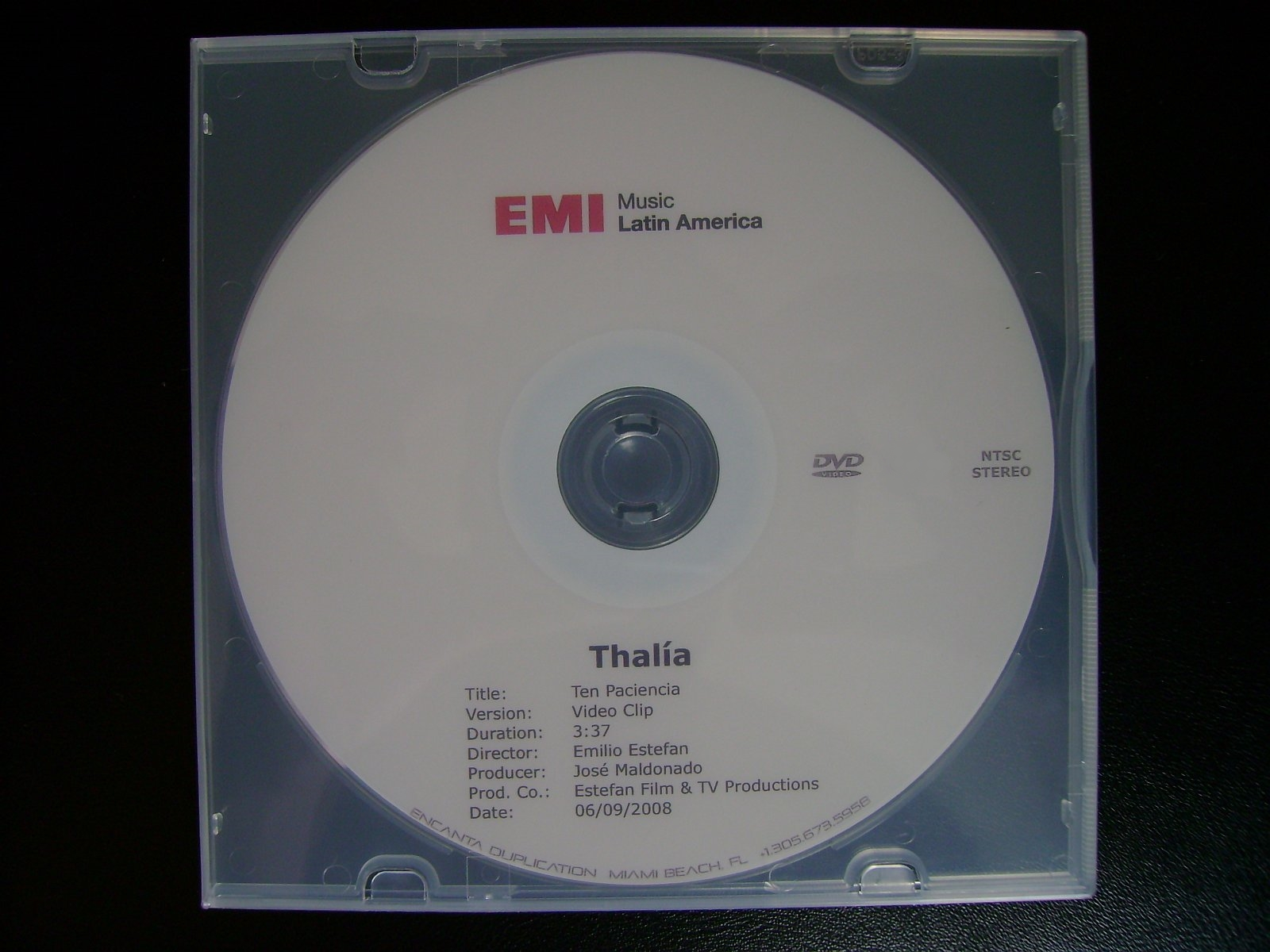
DVD de vídeo clipe promocional Ten Paciencia Thalia

Uma gravação promocional (também conhecida como single promocional) é uma gravação emitida em formato vinil, cassete, CD, MP3, VHS, DVD, ou Blu-ray, e distribuídos gratuitamente, a fim de promover uma gravação de comercial. Geralmente, são enviados para a rádio, estações de televisão, jornalistas e comentadores de música antes da data oficial de lançamento, de modo a que as suas opiniões sejam exibidas nas publicações actuais e DJ. São muitas vezes distribuídas em embalagens brancas e lisas, sem texto ou imagem, elementos que aparecem na versão comercial. Normalmente, um single promocional é marcado com alguma variação do seguinte texto: "Licença para uso promocional apenas. Venda proibida". Pode indicar também: "Item deve ser devolvido ao distribuidor, caso este o solicite."